# アレグザンダー2世 (スコットランド王)
アレグザンダー2世（Alexander II, 1189年8月24日 - 1249年7月8日）は、スコットランド王（在位：1214年 - 1249年）。ウィリアム1世と、イングランド王ヘンリー1世の庶子コンスタンスの孫娘エルマンガルド・ド・ボーモン (en) の長男。

## 生涯
1214年に父ウィリアム1世が77歳で没した後、16歳で王位を嗣いだ。1219年、イングランド王ヘンリー3世の妹ジョーンを王妃に迎え、イングランドと友好関係を復活した。1236年にヨーク条約でイングランドとの国境線を確定した。
アレグザンダーは外交上の懸案を取り除いてから、父が確立した行政機構を活用して内政を充実させていった。1238年に王妃ジョーンと死別すると、フランス貴族の娘マリー・ド・クシー (en) と結婚した。ヘンリー3世はこれをイングランドへの敵対行為と見なし、アレグザンダーへ言いがかりを続けた。1244年に、ようやくニューカッスルで和解した。
同年、ノルウェーからのヘブリディーズ諸島の奪還を目指して、スコットランド西部へ軍を進めた。しかし、その途中ケアララ島で没した。後妻マリーとの間にもうけた一人息子のアレグザンダー3世が7歳で王位を嗣いだ。

## 家族
1221年6月21日、ヘンリー3世の妹ジョーンと結婚した。2人の間に子はいなかった。
1239年5月15日、フランス貴族アンゲラン3世・ド・クシーの娘マリー・ド・クシーと結婚し、1男をもうけた。
- アレグザンダー3世（1241年 - 1286年） - スコットランド王（1249年 - 1286年）

マリー・ド・クシーはアレグザンダーの死後、フランス貴族ジャン・ド・ブリエンヌ（1230年頃 - 1296年、エルサレム王ジャン・ド・ブリエンヌの息子）と再婚した。